# Йотов, Борис
Борис Йотов (азерб. Boris Yotov; род. 25 февраля 1996) — азербайджанский гребец (академическая гребля) болгарского происхождения, член сборной Азербайджана по академической гребле, серебряный призёр чемпионата Европы 2014 года и юношеских Олимпийских игр 2014 года в Нанкине. Представлял Азербайджан на летних Олимпийских играх 2016 года в Рио-де-Жанейро.